# روبرت سيمبسون (سياسي كندي)
روبرت سيمبسون هو سياسي كندي، ولد في 18 أغسطس 1910، وتوفي في 1997. حزبياً، نشط في الحزب الكندي التقدمي المحافظ. وقد انتخب عضو مجلس العموم الكندي.